# Gerardo Lugo Gómez
Gerardo Lugo Gómez (Mexikóváros, 1955. március 13. – ) mexikói válogatott labdarúgó. 

## Pályafutása

### Klubcsapatban
1976 és 1978 között az Atlante, 1978 és 1984 között a Cruz Azul csapatában játszott, melynek színeiben két alkalommal nyerte meg a mexikói bajnokságot. 1984 és 1986 között a León, 1986 és 1987 között az Atlante játékosa volt.

### A válogatottban
1978 és 1979 között 9 alkalommal szerepelt az mexikói válogatottban és 2 gólt szerzett. Részt vett az 1978-as világbajnokságon.

## Sikerei, díjai
Cruz Azul
- Mexikói bajnok (2): 1978–79, 1979–80